# Sokolovac (Kneževi Vinogradi)

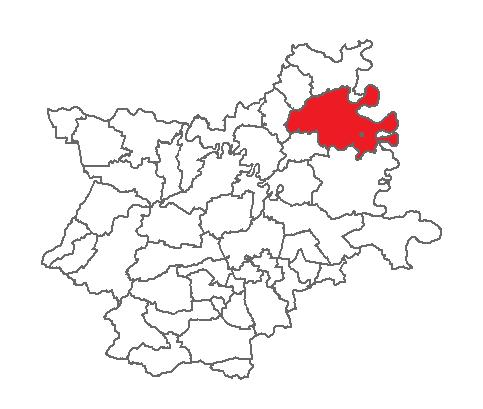
Lage der Siedlung Sokolovac in der Gespanschaft Osijek-Baranja

Sokolovac (ungarisch Katalinpuszta) ist ein Dorf ohne ständige Einwohner (Stand 2021) in der Gemeinde Kneževi Vinogradi in der Gespanschaft Osijek-Baranja im Nordosten Kroatiens, nahe der kroatisch-ungarischen Grenze.

## Geographie
Der Ort befindet sich 23 Kilometer nordöstlich von Osijek und 10 Kilometer südöstlich von Kneževi Vinogradi. Die Staatsgrenzen von Ungarn und Serbien sind nur wenige Kilometer entfernt.

## Geschichte
Im 18. Jahrhundert war an der Stelle der neu entstandenen Siedlung, zunächst ein griechisches Kaufmannsgehöft, indem Kaufleute aus Griechenland lebten. Das Landgut gehörte Erzherzog Karl und es blieb bis zum 1. Weltkrieg im Besitz seines Bruders Friedrich. Etwas später, im 19. Jahrhundert, befanden sich hier die Güter des landwirtschaftlichen Gutes Bilje. Die Siedlung wurde von den Arbeitern und deren Familien des landwirtschaftlichen Anwesens bewohnt. Der Transport der produzierten Güter zwischen den Dörfern und der Stadt Beli Manastir wurde durch eine kleine Schmalspurbahn sichergestellt, deren Bau 1906 begann und bis 1915 dauerte. Der letzte Abschnitt der Bahn von Sokolovac nach Kneževi Vinogradi wurde erst 1952 fertiggestellt und der komplette Transport mit dieser im Jahr 1962, aus Kostengründen, endgültig eingestellt.
Bis zum Ende des Ersten Weltkrieges gehörte die Region zum ungarischen Komitat Baranya. Durch den Friedensvertrag von Trianon von 1920 kam sie an das neue Königreich der Serben, Kroaten und Slowenen. Während des 2. Weltkrieges gehörte das Gebiet 1941 bis 1945 wieder zu Ungarn.
Der Mangel an Infrastruktur, insbesondere Schulen, Gesundheitsversorgung, Postämtern und anderen Einrichtungen sowie die Überschwemmungen von 1965 und 1972 beschleunigten die Entvölkerung des Ortes. Der Migrationsprozess begann in den frühen 1960er Jahren und beschleunigte sich vor allem in den 1970er Jahren.

## Bevölkerung
1991 waren 60 % der Bevölkerung Serben, 26 % Kroaten, 6 % Jugoslawen und 4 % Ungarn. Im Jahr 2011 hatte das Dorf nur noch 14 Einwohner. Mittlerweile hat das Dorf keinen einzigen Einwohner mehr und ist im Grunde ausgestorben.
Geplant ist, dass die verbliebenen Häuser abgerissen und die etwas größeren Gebäude dem Tourismus zur Verfügung gestellt werden.
| Bevölkerungsentwicklung | Bevölkerungsentwicklung | Bevölkerungsentwicklung | Bevölkerungsentwicklung | Bevölkerungsentwicklung | Bevölkerungsentwicklung | Bevölkerungsentwicklung | Bevölkerungsentwicklung | Bevölkerungsentwicklung | Bevölkerungsentwicklung | Bevölkerungsentwicklung | Bevölkerungsentwicklung | Bevölkerungsentwicklung | Bevölkerungsentwicklung | Bevölkerungsentwicklung | Bevölkerungsentwicklung | Bevölkerungsentwicklung |
| ----------------------- | ----------------------- | ----------------------- | ----------------------- | ----------------------- | ----------------------- | ----------------------- | ----------------------- | ----------------------- | ----------------------- | ----------------------- | ----------------------- | ----------------------- | ----------------------- | ----------------------- | ----------------------- | ----------------------- |
| 1857                    | 1869                    | 1880                    | 1890                    | 1900                    | 1910                    | 1921                    | 1931                    | 1948                    | 1953                    | 1961                    | 1971                    | 1981                    | 1991                    | 2001                    | 2011                    | 2021                    |
| 0                       | 0                       | 0                       | 0                       | 0                       | 0                       | 0                       | 0                       | 569                     | 415                     | 398                     | 318                     | 101                     | 70                      | 55                      | 14                      | 0                       |